# Oberonia sebastiana
Oberonia sebastiana är en orkidéart som beskrevs av B.V.Shetty och Vivek. Oberonia sebastiana ingår i släktet Oberonia och familjen orkidéer. Inga underarter finns listade i Catalogue of Life.